# Patrick Poelmann
Patrick Poelmann (Bussum, 6 februari 1954) is een Nederlandse politicus en bestuurder, aangesloten bij D66.

## Levensloop
Hij doorliep in Bussum aan het St. Vituscollege het gymnasium Ḅ en studeerde daarna (1973-1976) aan de Nijenrode International School for Business Administration.
Vanaf 1976 werkte hij bij het reclamebureau FHV/BBDO in Amsterdam.
Van 1981 tot 1998 vervulde hij diverse functies bij de afdeling Economische Zaken van de stad Amsterdam.
Als senior project manager werkte hij voor onder meer het toeristisch beleid en de stadsvernieuwing onder de leiding van wethouder Jan Schaefer.
Vervolgens werd hij hoofd van de afdeling Bestuurszaken en Haven.
Na SAIL 1995 werd hij de promotor van het idee om een Tall Ship te bouwen dat op de Sailevenementen de gemeente Amsterdam kon representeren. Het werd de Clipper Stad Amsterdam. Poelmann werd afgevaardigd bestuurder (1998-2003) van de 'Rederij Clipper Stad Amsterdam', opgericht voor de bouw en exploitatie van het schip. De romp werd gebouwd op de scheepswerf Damen Oranjewerf in Amsterdam en het schip werd verder afgewerkt binnen een werkgelegenheidsproject in het kader van het Nederlands Scheepvaartmuseum. Het werd in 2000 opgeleverd.

## Politiek
In 1976 werd Poelmann lid van D66 en bekleedde diverse functies binnen het lokale bestuur in Amsterdam. Vervolgens was hij, tot in februari 2016, voorzitter van het regiobestuur voor Noord-Holland.
Hij werd verkozen tot lid van de Provinciale Staten van Noord-Holland en was er vanaf 1991 voorzitter van de D66-fractie. Van 2003 tot 2007 was hij gedeputeerde met als bevoegdheden: water, landschap, algemeen bestuur, personeel en organisatie, grondzaken, communicatie, Wadden, Groene Hart en toezicht op de gemeentefinanciën.

## Dijkgraaf
In 2007 werd hij benoemd tot dijkgraaf van het Hoogheemraadschap De Stichtse Rijnlanden. Na een tweede mandaat in 2013 nam hij in 2019 afscheid. Bij het afscheid werd hij benoemd tot Ridder in de orde van Oranje Nassau.

## Andere activiteiten
Andere activiteiten van Poelmann zijn en waren onder meer:
- Voorzitter van het Goois Natuurreservaat (2003-2007).
- Voorzitter van de Stichting Henry Hudson (2007- ).
- Voorzitter Nederlandse Jury Blauwe Vlag (2008- ).
- Voorzitter van de Kring Voorzitters van Waterschappen (2011-2019).
- Lid Stuurgroep Deltaprogramma (2010-2019).
- Lid van de Raad van Commissarissen van de Koninklijke N.V. Texels Eigen Stoomboot Onderneming (2012- ), exploitant van de veerboot Den Helder - Texel.
- Voorzitter Maatschappelijke Klankbordgroep Beheer Oostvaardersplassen (2019- ).
- Lid Comité van Aanbeveling Huizer Havendag (2018- ).
- Lid Raad van Advies project Docking The Amsterdam (2019- ).
- Lid Raad van Toezicht Nationaal Park Utrechtse Heuvelrug (2019- ).